# Résultats électoraux de Saint-Rambert-en-Bugey
Cet article fournit diverses informations sur les résultats électoraux de la commune française de Saint-Rambert-en-Bugey aux élections présidentielles et aux élections légistlatives.

## Résultats électoraux

### Élections  présidentielles

#### Élection présidentielle 2002
Ci-dessous le résultat de l'élection présidentielle en 2002

##### Participation à l’élection présidentielle de 2002
|                  | Premier tour : 21 avril 2002 | Second tour : 5 mai 2002 |
| Inscrits         | 1196                         | 1196                     |
| Abstentions      | 374                          | 279                      |
| % Abstentions    | 31,27                        | 23,33                    |
| Votants          | 822                          | 917                      |
| % Votants        | 68.73                        | 76,67                    |
| Blancs et nuls   | 34                           | 59                       |
| % Blancs et nuls | 2,84                         | 4,93                     |
| Exprimés         | 788                          | 858                      |
| % Exprimés       | 65,89                        | 71,74                    |

##### Résultats du premier tour - 21 avril 2002
| Candidat    | Nombre de voix | % Voix |
| Mégret      | 16             | 2,03   |
| Lepage      | 7              | 0,89   |
| Gluckstein  | 1              | 0.313  |
| Bayrou      | 47             | 5,96   |
| Chirac      | 114            | 14.47  |
| Le Pen      | 203            | 25,76  |
| Taubira     | 10             | 1,27   |
| Saint-Josse | 38             | 4,82   |
| Mamère      | 31             | 3,93   |
| Jospin      | 136            | 17,26  |
| Boutin      | 7              | 0,89   |
| Hue         | 31             | 3,93   |
| Chevenement | 47             | 5,96   |
| Madelin     | 19             | 2,41   |
| Laguiller   | 41             | 5,20   |
| Besancenot  | 40             | 5,08   |

##### Résultats du second tour - 5 mai 2002
| Candidat | Nombre de voix | % Voix |
| Chirac   | 638            | 74,36  |
| Le Pen   | 220            | 25,64  |

#### Élection présidentielle 2007
Ci-dessous le résultat de l'élection présidentielle en 2007

##### Participation à l’élection présidentielle de 2007
|                           | Premier tour : 22 avril 2007 | Second tour : 6 mai 2007 |
| Inscrits                  | 1304                         | 1305                     |
| Abstentions               | 221                          | 233                      |
| % Abstentions/Inscrits    | 16,95                        | 17,85                    |
| Votants                   | 1083                         | 1072                     |
| % Votants/Inscrits        | 83,05                        | 82,15                    |
| Blancs et nuls            | 19                           | 39                       |
| % Blancs et nuls/Inscrits | 1,46                         | 2,99                     |
| % Blancs et nuls/Votants  | 1,75                         | 3,64                     |
| Exprimés                  | 1064                         | 1033                     |
| % Exprimés/Inscrits       | 81,6                         | 79,16                    |
| % Exprimés/Votants        | 98,25                        | 96,36                    |

##### Résultats du premier tour - 22 avril 2007
| Candidat             | Nombre de voix | % Voix/Inscrits | % Voix/Exprimés |
| Olivier Besancenot   | 64             | 4,91            | 6,02            |
| Marie-George Buffet  | 21             | 1,61            | 1,97            |
| Gérard Schivardi     | 6              | 0,46            | 0,56            |
| François Bayrou      | 163            | 12,5            | 15,32           |
| José Bové            | 20             | 1,53            | 1,88            |
| Dominique Voynet     | 10             | 0,77            | 0,94            |
| Philippe de Villiers | 28             | 2,15            | 2,63            |
| Ségolène Royal       | 271            | 20,78           | 25,47           |
| Frédéric Nihous      | 10             | 0,77            | 0,94            |
| Jean-Marie Le Pen    | 154            | 11,81           | 14,47           |
| Arlette Laguiller    | 25             | 1,92            | 2,35            |
| Nicolas Sarkozy      | 292            | 22,39           | 27,44           |

##### Résultats du second tour - 6 mai 2007
| Candidat        | Nombre de voix | % Voix/Inscrits | % Voix/Exprimés |
| Nicolas Sarkozy | 516            | 39,54           | 49,95           |
| Ségolène Royal  | 517            | 39,62           | 50,05           |

#### Élection présidentielle française de 2012
Ci-dessous le résultat de l'élection présidentielle en 2012.

##### Participation à l’élection présidentielle de 2012
|                           | Premier tour : 22 avril 2012 | Second tour : 6 mai 2012 |
| Inscrits                  | 1194                         | 1194                     |
| Abstentions               | 264                          | 274                      |
| % Abstentions/Inscrits    | 20,40                        | 21,17                    |
| Votants                   | 1 030                        | 1 020                    |
| % Votants/Inscrits        | 79,60                        | 78,83                    |
| Blancs et nuls            | 21                           | 56                       |
| % Blancs et nuls/Inscrits | 1,62                         | 4,33                     |
| % Blancs et nuls/Votants  | 2,04                         | 5,49                     |
| Exprimés                  | 1 009                        | 964                      |
| % Exprimés/Inscrits       | 77,98                        | 74,50                    |
| % Exprimés/Votants        | 97,96                        | 94,51                    |

##### Résultats du premier tour - 22 avril 2012
| Candidat              | Nombre de voix | % Voix/Inscrits | % Voix/Exprimés |
| Nathalie Arthaud      | 9              | 0,70            | 0,89            |
| François Bayrou       | 77             | 5,95            | 7,63            |
| Nicolas Dupont-Aignan | 21             | 1,62            | 2,08            |
| Jacques Cheminade     | 3              | 0,23            | 0,30            |
| François Hollande     | 274            | 21,17           | 27,16           |
| Eva Joly              | 15             | 1,16            | 1,49            |
| Marine Le Pen         | 225            | 17,39           | 22,30           |
| Jean-Luc Mélenchon    | 151            | 11,67           | 14,97           |
| Philippe Poutou       | 18             | 1,39            | 1,78            |
| Nicolas Sarkozy       | 216            | 16,69           | 21,41           |

##### Résultats du second tour - 6 mai 2012
| Candidat          | Nombre de voix | % Voix/Inscrits | % Voix/Exprimés |
| François Hollande | 523            | 40.42           | 54,25           |
| Nicolas Sarkozy   | 441            | 34.08           | 45,75           |

### Élections législatives 2012
Ci-dessous le résultat de l'élection législative en 2012.

#### Participation
|                  | Premier tour :         | Second tour :          |
| Inscrits :       | 1 295                  | 1 295                  |
| Abstentions :    | 47,72 % (618 inscrits) | 48,96 % (634 inscrits) |
| Votants :        | 52,28 % (677 inscrits) | 51,04 % (661 inscrits) |
| Exprimés :       | 50,97 % (660 votes)    | 49,27 % (638 votes)    |
| Blancs ou nuls : | 1,31 % (17 votes)      | 1,78 % (23 votes)      |

#### Résultats du1ertour
| Candidats:                | Appartenances politiques:         | Nombre de voix: | % Voix/Votants |
| Josiane Exposito          | Parti socialiste                  | 245 voix        | 37,12 %        |
| Damien Abad               | Union pour un Mouvement Populaire | 182 voix        | 27,58 %        |
| Patrick Sokolowski        | Front National                    | 99 voix         | 15,00 %        |
| Mylène Ferri              | Front de gauche                   | 76 voix         | 11,52 %        |
| Michel Perraud            | Parti radical                     | 19 voix         | 2,88 %         |
| Jean Galienne             | Écologiste                        | 16 voix         | 2,42 %         |
| Christophe Ceresero-Lanes | Extrême gauche                    | 6 voix          | 0,91 %         |
| Brigitte Sansano          | Divers droite                     | 5 voix          | 0,76 %         |
| Patrick Royer             | Écologiste                        | 4 voix          | 0,61 %         |
| Bernard Leger             | Divers droite                     | 3 voix          | 0,45 %         |
| Jean-Michel Boulme        | Extrême gauche                    | 3 voix          | 0,45 %         |
| Guy Largeron              | Extrême gauche                    | 2 voix          | 0,30 %         |
| Bernard Favre             | Écologiste                        | 0 voix          | 0,00 %         |

#### Résultats du second tour - 6 mai 2007
| Candidats        | Appartenances politiques:         | Nombre de voix: | % Voix/Votants |
| Josiane Exposito | Parti Socialiste                  | 348 voix        | 54,55 %        |
| Damien Abad      | Union pour un Mouvement Populaire | 290 voix        | 45,45 %        |